# Пратолино (Фиренца)
Пратолино је насеље у Италији у округу Фиренца, региону Тоскана.
Према процени из 2011. у насељу је живело 710 становника. Насеље се налази на надморској висини од 490 м.